# Qarameşə
Qarameşə è un comune dell'Azerbaigian situato nel distretto di Qax. Conta una popolazione di 109 abitanti.